# Ramy czasowe średniowiecza
W historiografii wiele różnych wydarzeń i dat podaje się jako ramy czasowe średniowiecza. Wybór dat granicznych może być różny w odniesieniu do różnych części Europy, krajów, albo różnych dziedzin kultury (literatury, sztuki, religii).
W tabelach ukazano najważniejsze propozycje ram czasowych średniowiecza.

## Początek średniowiecza, koniec starożytności
| Rok                    | Wydarzenie                                          | Uzasadnienie | Kontrargumenty |
| ---------------------- | --------------------------------------------------- | --- | --- |
| Początek średniowiecza |                                                     | | |
| 313                    | edykt mediolański                                   | Ogłoszenie tolerancji religijnej dla chrześcijaństwa, które wkrótce stało się religią panującą. Przełom religijny zapoczątkowany edyktem mediolańskim legł u podstaw średniowiecza. | Wydarzenie to w powszechnym odczuciu zaliczane jest jeszcze do epoki starożytnej. Politeizm istniał jeszcze długo po tym wydarzeniu. |
| 337                    | śmierć Konstantyna I Wielkiego                      | Był ostatnim wybitnym cesarzem rzymskim. Za jego panowania (w 313) zalegalizowano chrześcijaństwo, a Konstantynopol stał się stolicą dorównującą Rzymowi. | Cesarstwo rzymskie było jednoczone jeszcze kilkakrotnie. Chrześcijaństwo stało się religią panującą dopiero w 381 (za panowania Teodozjusza I Wielkiego). Rzym przestał być stolicą imperium dopiero w 402 (na rzecz Rawenny). |
| 378                    | bitwa pod Adrianopolem                              | Klęska cesarza Walensa w starciu z Wizygotami, jej bezpośrednim skutkiem była zgoda na osiedlanie się plemion germańskich w granicach państwa rzymskiego. | Germanowie osiedlali się w rzymskich prowincjach jako foederati i przynajmniej formalnie byli uzależnieni od cesarstwa. |
| 395                    | śmierć Teodozjusza I Wielkiego                      | Jako ostatni władca rządził jednolitym cesarstwem. Po jego śmierci państwo rzymskie rozpadło się trwale na część zachodnią i wschodnią. | Podziały cesarstwa zdarzały się już wcześniej, podobnie jak wschodnia i zachodnia część Imperium kulturowo oddalały się od siebie już od pewnego czasu. Kulturowo Bizancjum zakorzenione było nadal w epoce starożytnej; historycy datę początku średniowiecza w cesarstwie wschodnim przesuwają na czasy Justyniana Wielkiego lub nawet ikonoklazmu. |
| 476                    | detronizacja Romulusa Augustulusa przez Odoakra     | Jest to symboliczny koniec istnienia cesarstwa zachodniorzymskiego, ponieważ Europa zachodnia zostaje podzielona na liczne królestwa (głównie germańskie) nieuznające zwierzchnictwa rzymskiego.                                                                                                 | Cesarz zachodniorzymski już od dawna był pod władzą germańskich wodzów. Jego detronizacja nie oznaczała likwidacji rzymskich instytucji w Italii. Cesarstwo Bizantyńskie istniało jeszcze 1000 lat. |
| 486                    | bitwa pod Soissons                                  | Frankowie rozbili państwo Syagriusza, likwidując tym samym ostatnie szczątki państwowości zachodniorzymskiej. Wydarzenie to można uznać za symbol politycznej niepodległości od Rzymu. | Państwo frankijskie aż do koronacji Karola Wielkiego na cesarza w 800 roku przynajmniej formalnie uznawało w dalszym ciągu zwierzchność Konstantynopola, a w zakresie ustroju wewnętrznego kontynuowało rozwiązania rzymskie. |
| 529                    | zamknięcie Akademii Platońskiej                     | Była ona ostatnią ważną instytucją świata pogańskiego. Symbolizowała jedność filozofii przez 1000 lat. | Akademia w końcowym okresie swojego istnienia nie miała większego znaczenia. |
| 529                    | Benedykt z Nursji zakłada klasztor na Monte Cassino | Klasztor na Monte Cassino jest symbolem przemian zachodzących w kulturze umysłowej Europy. Upadały starożytne ośrodki naukowe, a ich miejsce jako centrów kulturowych przejmowały klasztory. Symboliczność tego wydarzenia podkreśla dodatkowo zamknięcie w tym samym roku Akademii Platońskiej. | Wydarzenie to miało przełomowe znaczenie jedynie dla Europy Zachodniej, na Wschodzie świeckie szkolnictwo istniało nadal. Poza tym klasztory chrześcijańskie powstawały już wcześniej. |
| 565                    | śmierć Justyniana I Wielkiego                       | Za swojego panowania opanował m.in. Italię, Hiszpanię i północną Afrykę. Odbudował cesarstwo rzymskie w jego dawnej potędze. | Perspektywa czasu pokazuje, że jego podboje zachodniej części basenu Morza Śródziemnego nie miały trwałych konsekwencji kulturowych, a były jedynie przejściowym sukcesem militarnym. |
| 622                    | początek islamu                                     | Pojawienie się nowej religii zachwiało potęgę Bizancjum, zagroziło chrześcijańskim państwom europejskim i trwale zmieniło układ sił na Bliskim Wschodzie. | Choć pojawienie się islamu było ewidentnie przełomem religijnym, to nie zmieniło dawno ukształtowanych struktur społecznych średniowiecza. Islam nie odegrał żadnej roli np. w północnej Europie. |

Ogółem koniec świata starożytnego wiąże się z rozpadem Cesarstwa rzymskiego, wielką wędrówką ludów, upadkiem rzymskiego niewolnictwa, rozwojem chrześcijaństwa.

## Koniec średniowiecza, początek nowożytności
| Rok                  | Wydarzenie                                             | Uzasadnienie | Kontrargumenty |
| -------------------- | ------------------------------------------------------ | --- | --- |
| Koniec średniowiecza |                                                        | | |
| 1453                 | koniec wojny stuletniej                                | Koniec trwającej przez kilka wieków obecności angielskiej na kontynencie, polityczne zjednoczenie Francji.                                                                          | Konsekwencje tego wydarzenia nie miały zasięgu ogólnoeuropejskiego. |
| 1453                 | upadek Konstantynopola                                 | Jest to upadek cesarstwa wschodniorzymskiego, będącego przez 1000 lat symbolem ciągłości świata chrześcijańskiego. Od tej pory islam bezpośrednio zagrażał Europie.                 | Bizancjum było wtedy małym i słabym państwem, a Turcy osmańscy zamieszkiwali Europę już od 100 lat. Ponadto znaczenie upadku miasta dla rozwoju Europy (migracja uczonych itp.) było przeceniane. |
| 1455                 | wydanie Biblii Gutenberga                              | Wynalezienie metod szybkiego i taniego druku ożywiło obieg myśli w Europie, przyczyniając się do reformacji, popularyzacji prądów renesansowych oraz rewolucji naukowo-technicznej. | Druk był tylko jednym z elementów pobudzających zmiany społeczne, ważniejsza od niego była otwartość elit i ogromnych rzesz społeczeństwa na nowe idee. Nie wystąpiła ona jednak np. w islamie.   |
| 1492                 | odkrycie Ameryki przez Krzysztofa Kolumba              | Europejczycy poszerzają swoją wiedzę geograficzną, a kultura europejska wykracza poza własny kontynent.                                                                             | Wpływ odkrycia Ameryki objawił się dopiero ok. 30 lat później, gdy zaczęto sprowadzać do Europy nowe rośliny uprawne, używki oraz złoto z Meksyku i Peru.                                         |
| 1494                 | wybuch wojen włoskich                                  | Były to pierwsze wojny o hegemonię w Europie nowożytnej. Były prowadzone zupełnie odmiennie od wojen średniowiecznych.                                                              | Zarówno zasięg tych wojen, jak i ich bezpośrednie konsekwencje ograniczyły się jedynie do Europy Zachodniej.                                                                                      |
| 1517                 | wystąpienie Marcina Lutra                              | Jest to kres typowej dla średniowiecza katolickiej jedności religijnej zachodniej i środkowej Europy.                                                                               | Autorytet papieża już od dawna był słaby, a reformacja nastąpiła w krajach, w których wpływy nowych prądów renesansu były słabe.                                                                  |
| 1526                 | bitwa pod Mohaczem                                     | Likwidacja monarchii jagiellońskiej w Czechach i na Węgrzech. Początek kilkuwiekowej dominacji osmańskiej (tureckiej) na Węgrzech.                                                  | Wydarzenie to miało głównie znaczenie dla dziejów regionalnych. |
| 1543                 | wydanie O obrotach sfer niebieskich Mikołaja Kopernika | Dzieło to podważyło oparty na Biblii światopogląd średniowieczny, zmieniło obraz miejsca człowieka w świecie, a także zainicjowało rewolucję naukowo-techniczną.                    | Dzieło ściśle nawiązywało do myśli średniowiecznej (np. długo nie trafiło na indeks ksiąg zakazanych). O rewolucji naukowo-technicznej wspomina się dopiero przy pracach Galileusza.              |

W nauce proponowane były również daty zakończenia średniowiecza sięgające w głąb epoki nowożytnej. W historiografii marksistowskiej, opierając się o przemiany stosunków gospodarczych, rozciągano średniowiecze do narodzin nowoczesnego społeczeństwa burżuazyjnego w połowie XVII wieku. Francuski historyk Jacques Le Goff sformułował natomiast koncepcję „długiego średniowiecza”, które miało kończyć by się dopiero wraz z początkiem rewolucji francuskiej w 1789 roku.